# Центр железнодорожного наследия Бидефорд
Центр железнодорожного наследия Бидефорт (англ. Bideford Railway Heritage Centre) — железнодорожный музей, расположенный на бывшей станции Бидефорд в графстве Девон, на Юго-Западе Англии.
Станция возникла в 1848 году на железнодорожной линии от Барнстапла до Фремингтона. Линия имела ширину колеи 1435 мм. В 1855 году здесь появилось пассажирское движение. Спустя десять лет станция вошла в состав London and South Western Railway. 2 октября 1965 года регулярное пассажирское движение было прекращено, а в 1982 году закрыта и сама железнодорожная линия, впоследствии, в 1985 году, она была разобрана.
После закрытия дороги было создано общество, целью которого было вновь открыть станцию и часть линии. Обществу удалось уложить порядка 180 метров пути, приобрести подвижной состав: несколько вагонов и небольшой тепловоз.
В 2009 году Джеймс Мэй пытался восстановить связь станции с Барнстаплом в рамках ТВ-проекта «История игрушек Джймса Мэя», используя модель поезда в масштабе 00 (1:76,2), однако потерпел неудачу и модель поезда сгорела. В 2011 году он вернулся с тем, чтобы повторить попытку с помощью немецкого модельного аттракциона Miniature Wonderland. Первой моделью поезда, прибывшей в Бидефорд из Барнстапла, была модель InterCity 125, затем прибыла модель с водородным двигателем и наконец собственная модель Мэя — LNER Class A3 4472 Flying Scotsman.
В 1992 году энтузиасты воссоздали на станции реплику сигнального поста.
Имеется несколько единиц подвижного состава:
- тепловоз Hibberd Planet номер 3832, прошедший капитальный ремонт дизельного двигателя[2];
- вагон BR Mk1 TSO 4489, используемый как кафе, вагон окрашен в зелёный цвет[3];
- крытый вагон SR PMV 2142[4]
- восстановленный тормозной вагон BR.